# De presentatie van Maria in de tempel (Titiaan)
De presentatie van Maria in de tempel (Italiaans: La presentazione della Vergine al Tempio) is een schilderij van Titiaan dat hij tussen 29 augustus 1534 en 6 maart 1538 schilderde. Het maakt deel uit van de collectie van de Gallerie dell'Accademia in Venetië. 

## Herkomst
Het schilderij bevindt zich nog altijd op zijn oorspronkelijke locatie, in de Sala dell'Albergo van de Scuola Grande di Santa Maria della Carità. Dit was de oudste broederschap van Venetië, opgericht in 1260. In de Sala dell'Albergo kwamen de belangrijkste leden bijeen en werden de administratie en de relieken bewaard. Toen de Scuole Grandi in de tijd van Napoleon werden opgeheven, gingen de gebouwen onderdak bieden aan de academie van schone kunsten en later aan het museum. Het schilderij is aangepast aan de deur aan de rechterkant van de ruimte. De inkeping links werd pas in 1572 aangebracht. Het schilderij werd tussen 2010 en 2012 grondig gerestaureerd. 

## Voorstelling
De presentatie van Maria in de tempel wordt beschreven in het Proto-evangelie van Jakobus (hoofdstuk VII). Volgens deze apocriefe tekst werd Maria op driejarige leeftijd door haar ouders naar de Tempel in Jeruzalem gebracht.
De achtergrond van het schilderij laat een groots opgezet overzicht van klassieke architectuur zien waarin de studies van Sebastiano Serlio, de werken van Jacopo Sansovino en de theaterdecors van die tijd worden aangehaald. Aan de linkerkant is een grote portiek te zien die de blik van de kijker de diepte in leidt, waar een piramide en, verder weg, kliffen en bergen volgen. Rechts beklimt de jonge Maria een grote trap die op spectaculaire wijze met zicht van onderaf geschilderd is. Bij de ingang van de tempel wachten een hogepriester, een man wiens kleding lijkt op die van een kardinaal, een oudere man met een stok gekleed in het zwart en een jonge bediende haar op. De figuur van Maria, omgeven door een lichtgevende nimbus, wordt ook benadrukt door een rij zuilen van het achterliggende gebouw.
Talloze mensen kijken uit ramen en balkons naar buiten om getuige te zijn van de gebeurtenis. In de straten dringen nog veel meer mensen samen. Links vooraan staan enkele vooraanstaande leden van de broederschap uit de tijd dat het schilderij ontstond. Vaak wordt aangenomen dat Andrea de' Franceschi in het hertogelijke rode gewaad en Lazzaro Crasso aan het hoofd van de stoet staan, maar dit is niet zeker. Te midden van de broeders is een bedelaar te zien, moeder van twee kinderen, die aalmoezen ontvangt. Op de voorgrond voegde Titiaan enkele elementen toe die destijds in de mode waren en zijn vaardigheid verder onderstreepten, de klassieke torso (de Farnese-buste) en de oude eierverkoopster die zich omkeert, geïnspireerd op Michelangelo's Sibille van Cumae. Dit kan ook geïnterpreteerd worden als de overwinning van het Christendom op de heidense wereld (buste) en het Jodendom (eierverkoopster).
Titiaans kleurenpallet is zeer rijk met een effectief contrast tussen warme kleuren van de stad en de koude kleuren van het landschap.

## Afbeelding

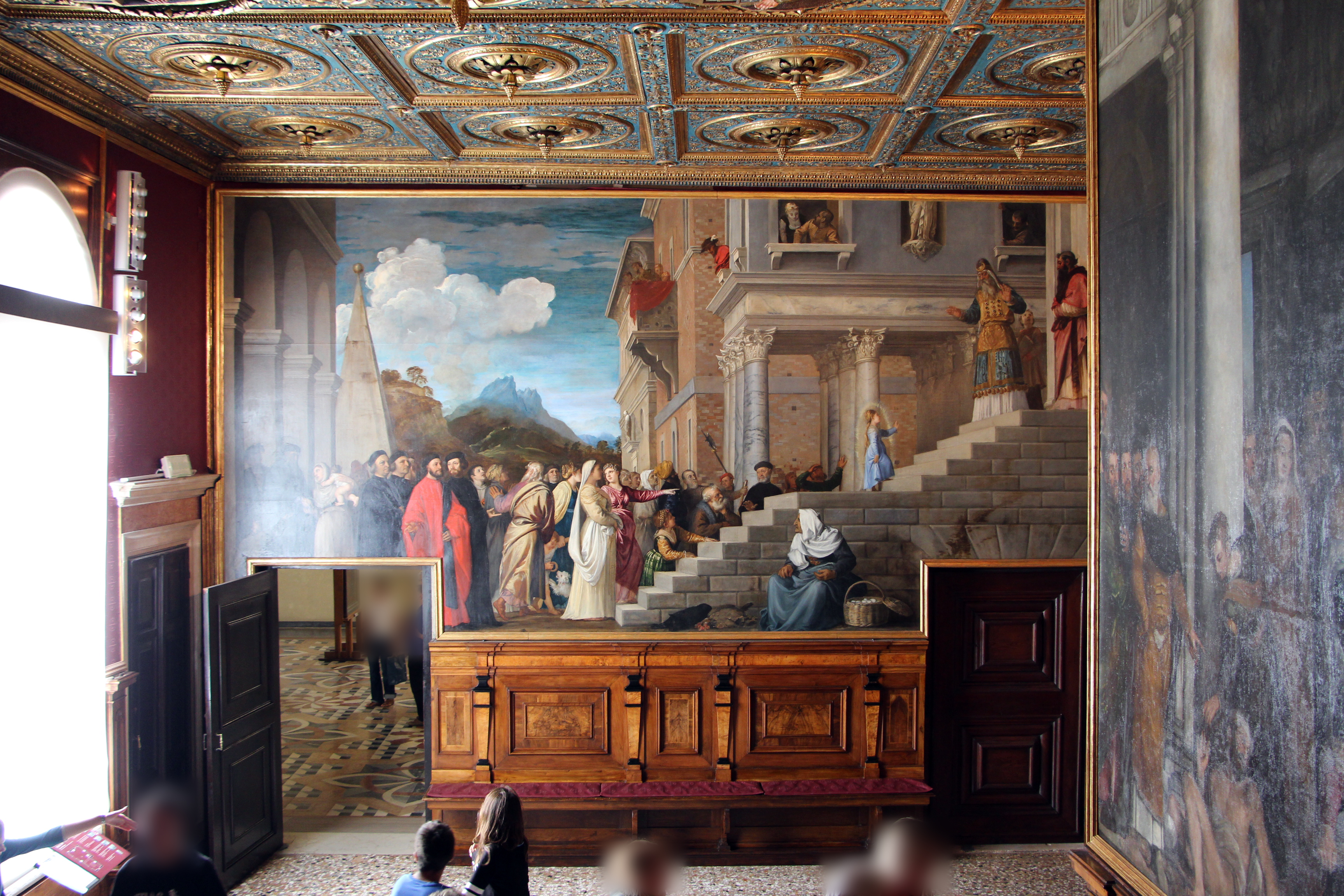
Sala dell'Albergo
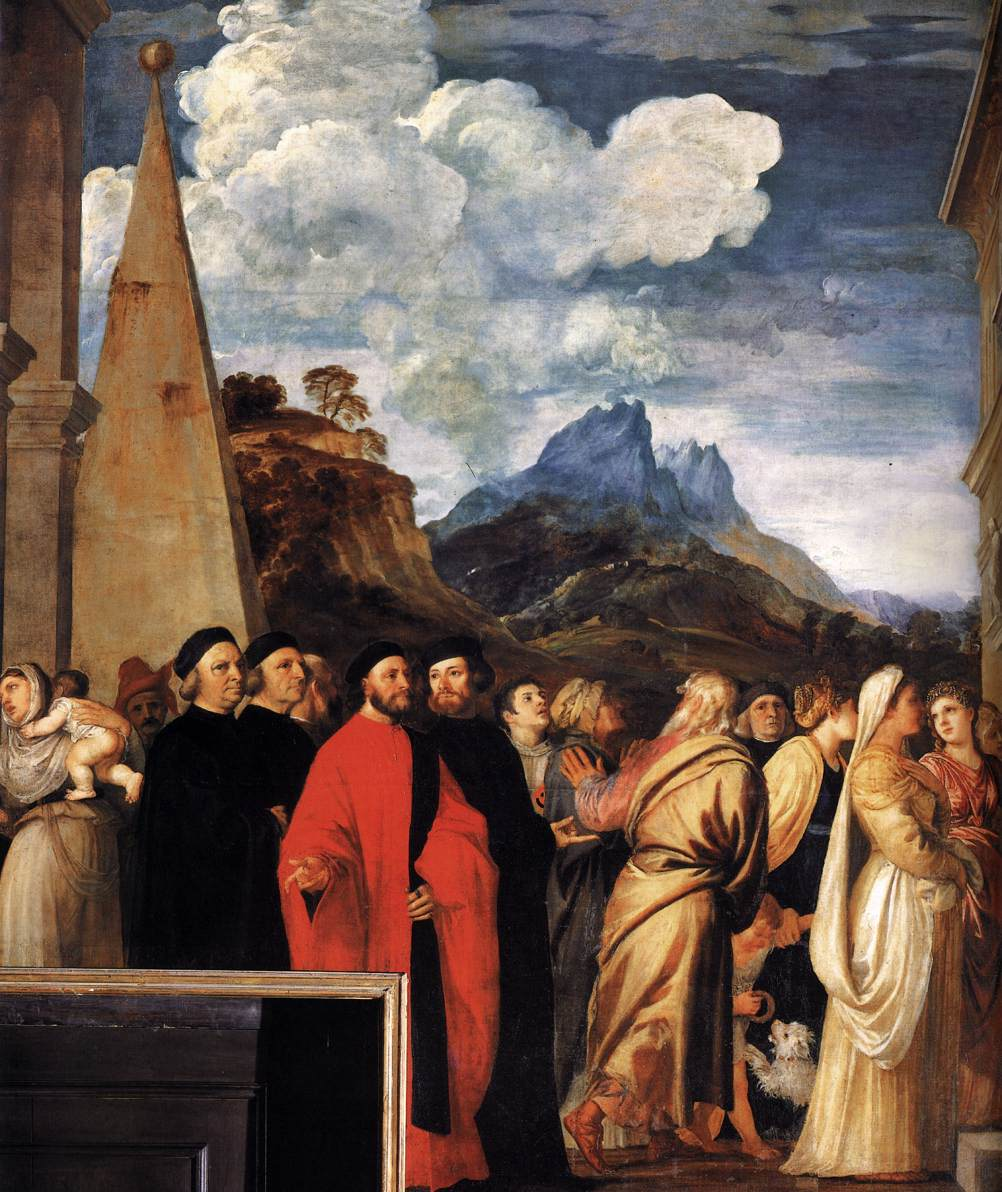
Detail
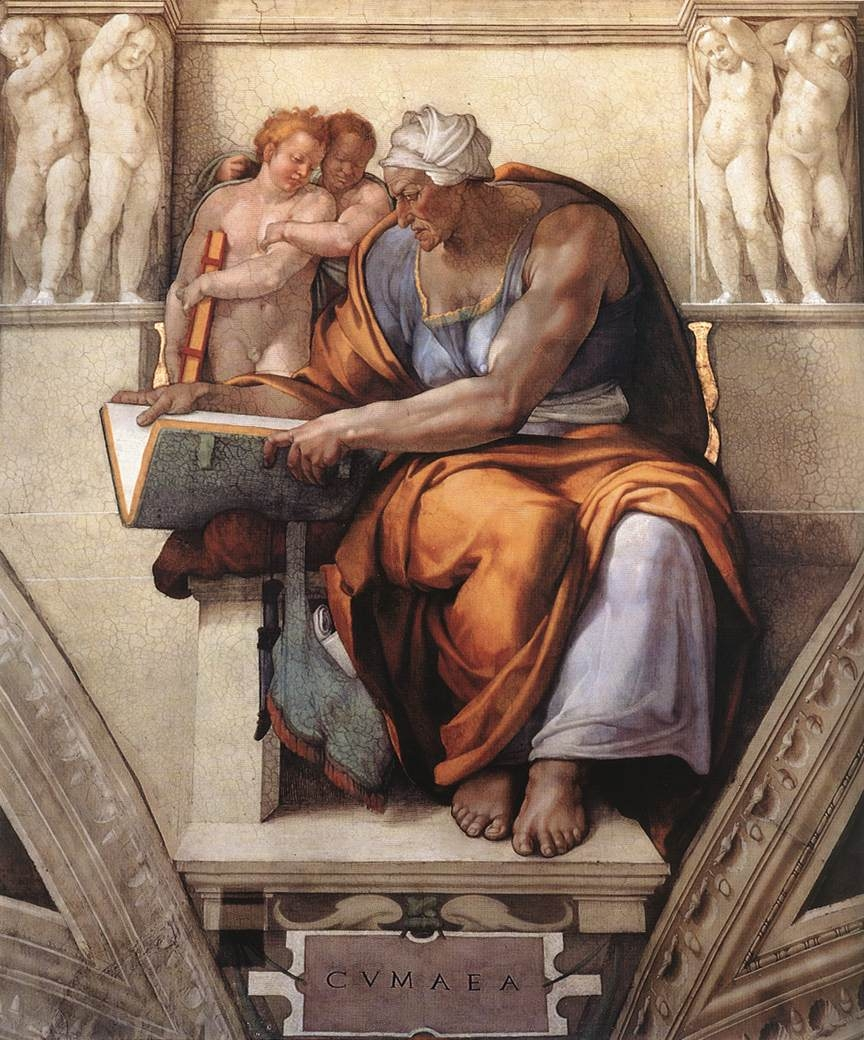
Sibille van Cumae - Michelangelo